# مردی که برگشت (فیلم ۱۹۳۱)
مردی که برگشت (به انگلیسی: The Man Who Came Back) یک فیلم درام آمریکایی محصول سال ۱۹۳۱ به کارگردانی رائول والش، با بازی جنت گینور و چارلز فارل است. این فیلم توسط ادوین جی بورک از نمایشنامه ژول اکرت گودمن روی صفحه نمایش اقتباس شده‌است.

## بازیگران
- جنت گینور در نقش آنجی راندولف
- چارلز فارل در نقش استیون راندولف
- کنث مک‌کنا در نقش کاپیتان ترولیان
- ویلیام هولدن در نقش توماس راندولف
- ماری فوربس در نقش خانم گاینز
- اولریش هاپت در نقش چارلز ریسلینگ
- ویلیام وورتینگتون در نقش کاپیتان گالون
- پیتر گاثورن در نقش گریگز
- لسلی فنتون در نقش بارون لو دوک
- چارلز کی. جرارد